# Таймыр (ледокол, 1909)
Эта статья о ледокольном пароходе «Таймыр». Об атомном ледоколе «Таймыр» см. Таймыр (атомный ледокол)
«Таймы́р» — российский и советский ледокольный пароход. Построен в 1909 году на Невском судостроительном заводе в Санкт-Петербурге. В 1910—1915 гг. ледоколы «Таймыр» и «Вайгач» — участники гидрографической экспедиции в Северном Ледовитом океане. В 1914—1915 гг. оба судна впервые прошли Северным морским путём из Владивостока в Архангельск. В 1938 г. «Таймыр» участвовал в эвакуации полярной станции «Северный полюс-1». Выведен из эксплуатации в начале 1950-х годов.
Водоизмещение — 1359 т, длина — 60 м, ширина — 11,9, осадка — 6,7 м. Двигатель — паровая машина тройного расширения — 1200 л. с., два цилиндрических котла. Скорость максимальная — 9 уз, скорость экономического хода — 7 уз. Дальность плавания экономическим ходом — 7700 миль.
Во время Первой мировой войны был вооружен: 4 — 75-мм, 2 — 37-мм орудиями, 2 пулемета.
В честь ледокола получил своё название советский атомный ледокол «Таймыр».
Бухта Тайвай (море Лаптевых, остров Малый Таймыр) была названа по начальным слогам названий ледокольных пароходов «Таймыр» и «Вайгач», экипажами которых был открыт остров Малый Таймыр в 1913 году.

## В филателии
В 1938 году в память о снятии со льда первой советской дрейфующей станции СП-1 изображён на серии почтовых марок СССР.
В 2013 году ФГУП «Почта России» выпустило почтовый блок, посвящённый 100-летию открытия архипелага Северная Земля, с изображением ледоколов «Вайгач» и «Таймыр».

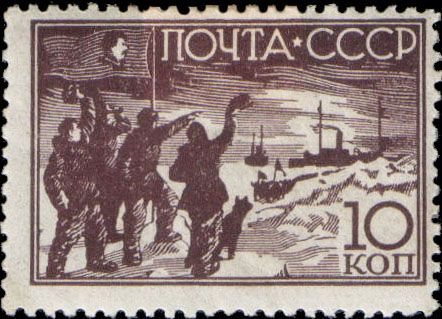
Серия «Снятие со льдины советских полярников станции СП-1»: ледоколы «Мурман» и «Таймыр», коричнево-лиловая.
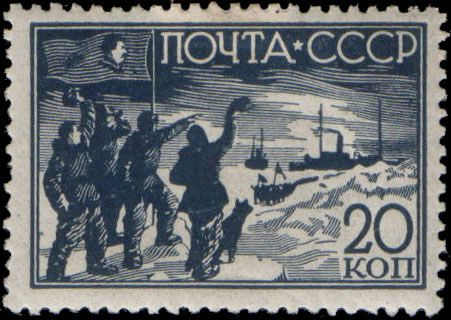
Серия «Снятие со льдины советских полярников станции СП-1»: ледоколы «Мурман» и «Таймыр», тёмно-синяя.
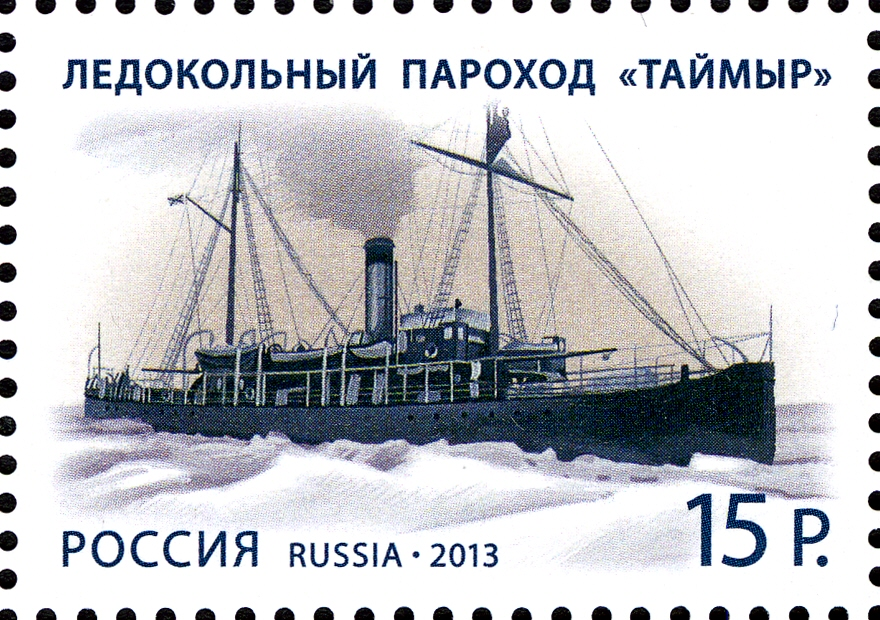
Многоцветная марка «ледокол „Таймыр“» из почтового блока «100 лет со дня открытия архипелага Северная Земля».
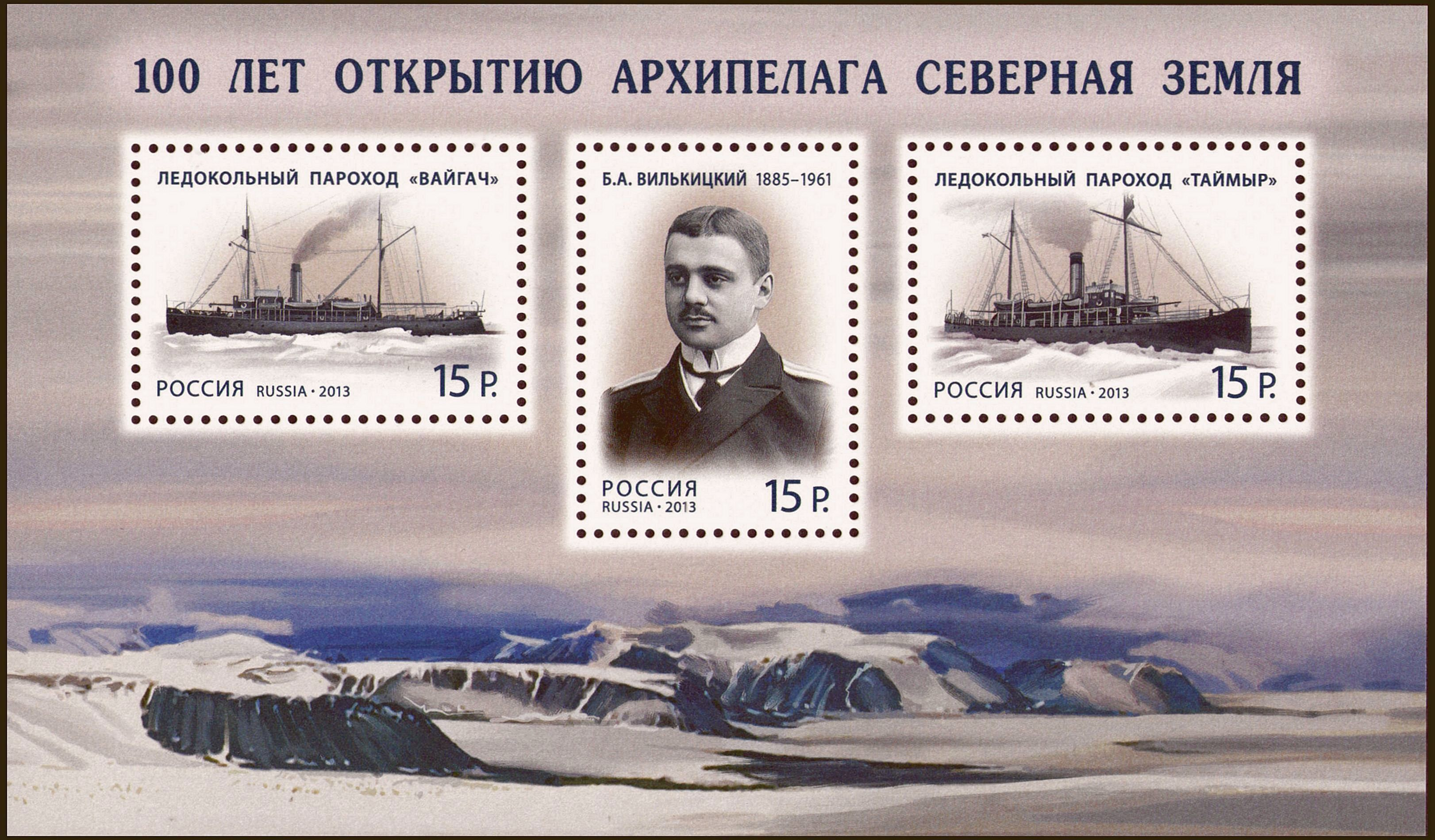
Почтовый блок «100 лет со дня открытия архипелага Северная Земля»: ледоколы «Вайгач» и «Таймыр», многоцветный.